# Asbestopluma (Asbestopluma) bitrichela
Asbestopluma (Asbestopluma) bitrichela is een gewone sponsensoort uit de familie van de Cladorhizidae. De wetenschappelijke naam van de soort is voor het eerst geldig gepubliceerd in 2011 door Lopes, Bravo & Hajdu.